# 都城市立高崎小学校
都城市立高崎小学校（みやこのじょうしりつ たかざきしょうがっこう）は、宮崎県都城市高崎町大牟田にある公立の小学校。

## 概要
歴史
1874年（明治7年）創立。現校名となったのは2006年（平成18年）。2024年（令和6年）に創立150周年を迎えた。
校訓
「五気（元気・勇気・やる気・根気・気配り）」
校章
1967年（昭和42年）に制定。
校歌
1967年（昭和42年）に制定。作詞は蓑部哲三、作曲は金丸亮一による。歌詞は4番まであり、4番の歌詞中に校名の「高崎小学校」が登場する。
通学区域
都城市高崎町のうち
「栢木・田平・上新田・下新田・中央団地・旭・荒場・上勢西・牟礼水流・新生・高坂・原村・鍋・田中・松ヶ水流・東・権堀・塚原（一部）・栗巣（一部）」
中学校区は都城市立高崎中学校。

## 沿革
- 1874年（明治7年）2月 - 「高崎小学校 大牟田分校」として創立。
- 1875年（明治8年）10月13日 - 高崎小学校（都城市立高崎麓小学校の前身）より分離の上、「大牟田小学校」として独立。
- 1885年（明治18年）- 校舎を改築。
- 1886年（明治19年）- 小学校令施行により、簡易科（4年制）を設置の上、「簡易大牟田小学校」に改称。
- 1889年（明治22年）5月1日 - 町村制施行に伴い、北諸県郡6村（東霧島・笛水・江平・前田・縄瀬・大牟田）が合併の上、北諸県郡「高崎村」が成立
- 1890年（明治23年）- 尋常科（4年制）を設置の上、「尋常大牟田小学校」に改称。
- 1892年（明治25年）- 「大牟田尋常小学校」に改称。
- 1898年（明治31年）6月 - 高等科（4年制）を併置の上、「大牟田尋常高等小学校」に改称。
- 1905年（明治38年）11月 - 講堂が完成。
- 1907年（明治40年） - 校舎を増築。
- 1908年（明治41年）4月 - 改正小学校令により、尋常科（義務教育年限）が4年制から6年制に改められる。
  - これにより、従来の尋常科4年・高等科4年が「尋常科6年・高等科2年」に改められる。
- 1909年（明治42年）- 補習科を附設。
- 1914年（大正3年）4月 - 「高崎尋常高等小学校」に改称。
- 1915年（大正4年）1月 - 校舎を増築。
- 1919年（大正8年）- 校舎を増築。
- 1923年（大正12年）- 校舎を増築。
- 1927年（昭和2年）10月 - 校歌（旧校歌）を制定。
- 1929年（昭和4年）4月 - 高等科が「高崎高等小学校」として独立。これにより、「高崎尋常小学校」に改称。普通教室2などが完成。
- 1932年（昭和7年）4月 - 女子補習科を併置。
- 1934年（昭和9年）7月 - 講堂を増築。奉安殿を新築。
- 1936年（昭和11年）5月 - 青年学校敷地に高等科校舎（1棟8教室）が完成。
- 1939年（昭和14年）4月 - 高等科（3年制）を併置の上、「高崎尋常高等小学校」に改称（再び）。
- 1940年（昭和15年）2月11日 - 町制施行により、「高崎町」が発足。
- 1941年（昭和16年）4月1日 - 国民学校令施行により、「高崎町高崎国民学校」に改称。尋常科を初等科に改める。
- 1947年（昭和22年）- 学制改革が行われる（六・三制の実施）。
  - 4月1日 - 国民学校の初等科は、新制小学校「高崎町立高崎小学校」に改組・改称。
  - 5月8日 - 国民学校の高等科は、青年学校普通科とともに、新制中学校「高崎町立高崎中学校」に改組・改称。
- 1951年（昭和26年）3月 - 講堂東側に木造2階建て1棟の新校舎が完成。
- 1952年（昭和27年）4月 - 木造2階建て1棟の新校舎（8教室）を改築。
- 1953年（昭和28年）7月 - 中央校舎東側に2階建て2教室を改築。
- 1955年（昭和30年）11月 - 木造平屋建て管理室等が完成。運動場を拡張。
- 1959年（昭和34年）4月 - 鉄筋コンクリート造2階建て校舎（4教室）が完成。
- 1961年（昭和36年）3月 - 鉄筋コンクリート造2階建て校舎（6教室）を増築。
- 1964年（昭和39年）3月 - 体育館が完成。
- 1965年（昭和40年）5月 - 特殊学級を開設。
- 1966年（昭和41年）7月 - プールが完成。
- 1967年（昭和42年）
  - 2月 - 校歌（現校歌）および校章を制定。
  - 4月 - 学校給食を開始。
- 1975年（昭和50年）10月 - 創立100周年記念式典を挙行。
- 1982年（昭和57年）3月 - タイムカプセルを埋設。
- 2006年（平成18年）1月1日 - 都城市との合併により、「都城市立高崎小学校」（現校名）と改称。

## 交通アクセス
最寄りの鉄道駅
- JR九州 日豊本線 「高崎新田駅」

最寄りのバス停留所
- 宮崎交通バス（宮交バス）・高崎観光バス「高崎仲町」停留所

最寄りの幹線道路
- 国道221号
- 宮崎県道413号祓川高崎線
- 宮崎県道42号都城野尻線

## 周辺
- 都城警察署高崎交番
- 高崎町商工会
- 高崎ふれあい公園
- 児童クラブつくしっ子
- 鳴峰保育園 子育て支援施設たんぽぽ
- 都城市役所高崎総合支所
- 都城市消防局北消防署高崎分署